# What Was I Made For?
"What Was I Made For?" là một bài hát ballad của ca sĩ người Mỹ Billie Eilish. Bài hát nhận năm đề cử tại Giải Grammy lần thứ 66, bao gồm Thu âm của năm, thắng giải Bài hát của năm và Ca khúc nhạc phim hay nhất. Bài hát thắng Giải Oscar cho ca khúc gốc trong phim xuất sắc nhất tại Giải Oscar lần thứ 96.

## Bảng xếp hạng

### Bảng xếp hạng hàng tuần
| Bảng xếp hạng (2023–2024)              | Vị trí cao nhất |
| -------------------------------------- | --------------- |
| Úc (ARIA)                              | 1               |
| Áo (Ö3 Austria Top 40)                 | 3               |
| Bỉ (Ultratop 50 Flanders)              | 10              |
| Bỉ (Ultratop 50 Wallonia)              | 29              |
| Canada (Canadian Hot 100)              | 10              |
| Canada CHR/Top 40 (Billboard)          | 10              |
| Canada Hot AC (Billboard)              | 31              |
| Croatia (HRT)                          | 24              |
| Cộng hòa Séc (Singles Digitál Top 100) | 6               |
| Denmark (Tracklisten)                  | 13              |
| Phần Lan (Suomen virallinen lista)     | 15              |
| France (SNEP)                          | 25              |
| Đức (GfK)                              | 9               |
| Thế giới Global 200 (Billboard)        | 2               |
| Greece International (IFPI)            | 7               |
| Hong Kong (Billboard)                  | 25              |
| Hungary (Single Top 40)                | 15              |
| Iceland (Plötutíðindi)                 | 7               |
| Indonesia (Billboard)                  | 23              |
| Ireland (IRMA)                         | 1               |
| Italy (FIMI)                           | 61              |
| Japan Hot Overseas (Billboard Japan)   | 8               |
| Latvia (EHR)                           | 33              |
| Latvia (LAIPA)                         | 9               |
| Lithuania (AGATA)                      | 12              |
| Luxembourg (Billboard)                 | 3               |
| Malaysia (Billboard)                   | 3               |
| Malaysia International (RIM)           | 2               |
| MENA (IFPI)                            | 15              |
| Hà Lan (Dutch Top 40)                  | 14              |
| Hà Lan (Single Top 100)                | 5               |
| New Zealand (Recorded Music NZ)        | 2               |
| Norway (VG-lista)                      | 4               |
| Philippines (Billboard)                | 7               |
| Poland (Polish Streaming Top 100)      | 16              |
| Bồ Đào Nha (AFP)                       | 18              |
| Singapore (RIAS)                       | 3               |
| Slovakia (Singles Digitál Top 100)     | 6               |
| South Africa (Billboard)               | 17              |
| South Korea BGM (Circle)               | 23              |
| South Korea Download (Circle)          | 137             |
| Tây Ban Nha (PROMUSICAE)               | 85              |
| Sweden (Sverigetopplistan)             | 5               |
| Thụy Sĩ (Schweizer Hitparade)          | 1               |
| Anh Quốc (OCC)                         | 1               |
| Hoa Kỳ Billboard Hot 100               | 14              |
| Hoa Kỳ Adult Contemporary (Billboard)  | 17              |
| Hoa Kỳ Adult Pop Airplay (Billboard)   | 4               |
| Hoa Kỳ Hot Rock Songs (Billboard)      | 1               |
| Hoa Kỳ Pop Airplay (Billboard)         | 6               |
| Vietnam (Vietnam Hot 100)              | 75              |